# Parti du jubilé
Pour les articles homonymes, voir Jubilee.
Le Parti du jubilé (en anglais : Jubilee Party ; en swahili : Chama cha Jubilee) est un parti politique kényan. Il est fondé le 8 décembre 2016 à la suite de la fusion de 12 petits partis. Lors des élections de 2017, le Parti du Jubilé obtient une majorité de sièges au Parlement et le chef du parti, Uhuru Kenyatta, est réélu président.

## Idéologie
Le parti promet « la délégation du pouvoir, la protection des minorités et des marginalisés, et la non-discrimination fondée sur la race, le sexe, la religion, l'origine ethnique ou tout autre parti pris ».

## Histoire
Le Parti du jubilé est considéré comme le successeur de l'Alliance du jubilé. L'Alliance du jubilé était une alliance politique créée en janvier 2013 pour soutenir la campagne présidentielle de Kenyatta. Sous la présidence de Kenyatta, l'Alliance du jubilé gouverne par une coalition de partis. Cependant, la stabilité de ce système est menacée par le tribalisme et les désaccords entre les parties. En 2016, les dirigeants de l'Alliance du jubilé, y compris le président Kenyatta, décide de passer d'un gouvernement de coalition à un seul parti unifié, le Parti du jubilé. Le nouveau parti est formé à partir des principaux membres de la précédente coalition de l'Alliance du jubilé, ainsi que de nouveaux partis politiques. Ces partis fondateurs sont,:
1. Parti de l'Alliance du Jubilé (JAP) ;
2. Parti de l'Alliance du Kenya (APK) ;
3. Parti de l'unité nationale (PNU) ;
4. Parti républicain uni (URP) ;
5. Grande Union nationale (GNU) ;
6. Nouveau Forum pour la restauration de la démocratie – Kenya (NFK) ;
7. Forum pour la restauration de la démocratie populaire (FP) ;
8. Forum démocratique uni (UDF) ;
9. Chama Cha Uzalendo (CCU) ;
10. Congrès républicain (RC) ;
11. L'Alliance nationale (TNA) ;
12. Le Parti de l'indépendance (TIP).

La fusion du parti est officialisée le 7 septembre 2016, lorsque toutes les parties concernées tiennent leurs conférences nationales des délégués (NDC) respectives. Le nouveau parti politique est annoncé au public lors d'une cérémonie qui se tient au stade Safaricom Kasarani le 8 septembre 2016.

## Résultats électoraux

### Élections présidentielles
| Année   | Rang | Candidat       | Votes     | %     | Élu              |
| ------- | ---- | -------------- | --------- | ----- | ---------------- |
| 08/2017 | 1er  | Uhuru Kenyatta | 8 196 079 | 54,19 | Élection annulée |
| 10/2017 | 1er  | Uhuru Kenyatta | 7 483 895 | 98,26 | Oui              |

### Élections parlementaires
| Année | Voix | Sièges              | Sièges  | Rang |
| Année | Voix | Assemblée nationale | Sénat   | Rang |
| ----- | ---- | ------------------- | ------- | ---- |
| 2017  | –    | 171 / 349           | 34 / 67 | 1er  |